# Maria del Rosario Romanò
Maria Del Rosario Romanò (Buenos Aires, 13 febbraio 1976) è un'ex pallavolista argentina.

## Carriera
Giocatrice dotata di grande tecnica e carisma, ricopriva il ruolo di centrale. Nata in Argentina, ma di origini italiane, inizia la sua carriera esordendo giovanissima in serie A con il Club italiano Buenos Aires, militando con la medesima squadra dal 1990 al 1992. Nella stagione 1992-93, arriva in Italia ingaggiata dalla Conad Fano con la quale disputerà quattro stagioni in serie A2. Nel 1996 arriva il suo esordio nella serie A1 con la maglia della Romanelli Firenze dove conoscerà anche il suo futuro marito Paride Foschi anche lui campione di pallavolo, restando nella squadra toscana fino al 1999, quando passa tra le file della Tra.De.Co Altamura in serie A2. La stagione 2000-2001 vede un nuovo cambio di maglia per la giocatrice italo-argentina, che torna in serie A1 e conquista, difendendo i colori della Volley Modena, il trofeo più importante della sua carriera ovvero la Champions League. Nel 2001-2002 è alla Virtus Reggio Calabria mentre nel 2002-2003, si trasferisce nella Sirio Perugia vincendo uno scudetto ed una Coppa Italia. Nel 2003 torna alla Tra.De.Co Altamura, per restarvi fino al 2008, disputando cinque stagioni tra serie A2 e serie A1. Il 28 giugno 2008 si sposa con Paride e scelgono di prendere residenza a Corropoli, un comune della Val Vibrata in Abruzzo.Nel 2008-2009 scende in serie B1 con il Volley Pontecagnano e vince il campionato, nel 2009 approda in B1 col Volley Time Matera e vince nuovamente il campionato. L'anno successivo conquistata i play off di A2 sempre col Volley Time Matera. La stagione 2012/13 è il suo ultimo campionato da professionista e lo gioca a Marsala con la Sigel in B1 conquistato per l'ennesima volta la vittoria del campionato contribuendo alla conquista dell'A2. Il 23 Marzo del 2013 Maria del Rosario partorisce una bella bambina di nome Gaia anche lei futura giocatrice di pallavolo.

## Palmarès
- Campionato italiano: 1

2002-03
- Coppa Italia: 1

2002-03
- Coppa dei Campioni/Champions League: 1

2000-01